# ميجناتون (آراغاتسوتن)
مدينة ميجناتون (بالإنجليزية: Mijnatun)‏ هي إحدى المدن التابعة لمقاطعة آراغاتسوتن في أرمينيا. يقدر عدد سكانها بـ 293 نسمة حسب الإحصاء الذي جرى عام 2011.